# Семеновщина (Фировский район)
Семеновщина — деревня в Фировском районе Тверской области. Входит в состав Великооктябрьского сельского поселения.

## География
Деревня находится на расстоянии 18 км к югу от посёлка городского типа Фирово, административного центра района.

### Часовой пояс
Деревня Семеновщина, как и вся Тверская область, находится в часовой зоне МСК (московское время). Смещение применяемого времени относительно UTC составляет +3:00.

## Население
| 2010 |
| ---- |
| 0    |